# Muayad Rahyam Aliyan
Pour les articles homonymes, voir Haddad.
Muayad Rahyam Gamal Al Haddad (arabe : مؤيد الحداد) (né le 3 mars 1960 au Koweït) est un footballeur international koweïtien, qui évoluait au poste d'attaquant.

## Biographie

### Carrière en sélection
Avec l'équipe du Koweït, il joue entre 1980 et 1985. 
Il figure dans le groupe des sélectionnés lors de la coupe du monde de 1982 (sans jouer de matchs lors de la phase finale). Il joue toutefois un match face à la Syrie comptant pour les éliminatoires de la coupe du monde 1986.
Il participe également à la Coupe d'Asie des nations de 1984, ainsi qu'aux JO de 1980. Son équipe se classe troisième de la Coupe d'Asie 1984.